# Viehbesatz

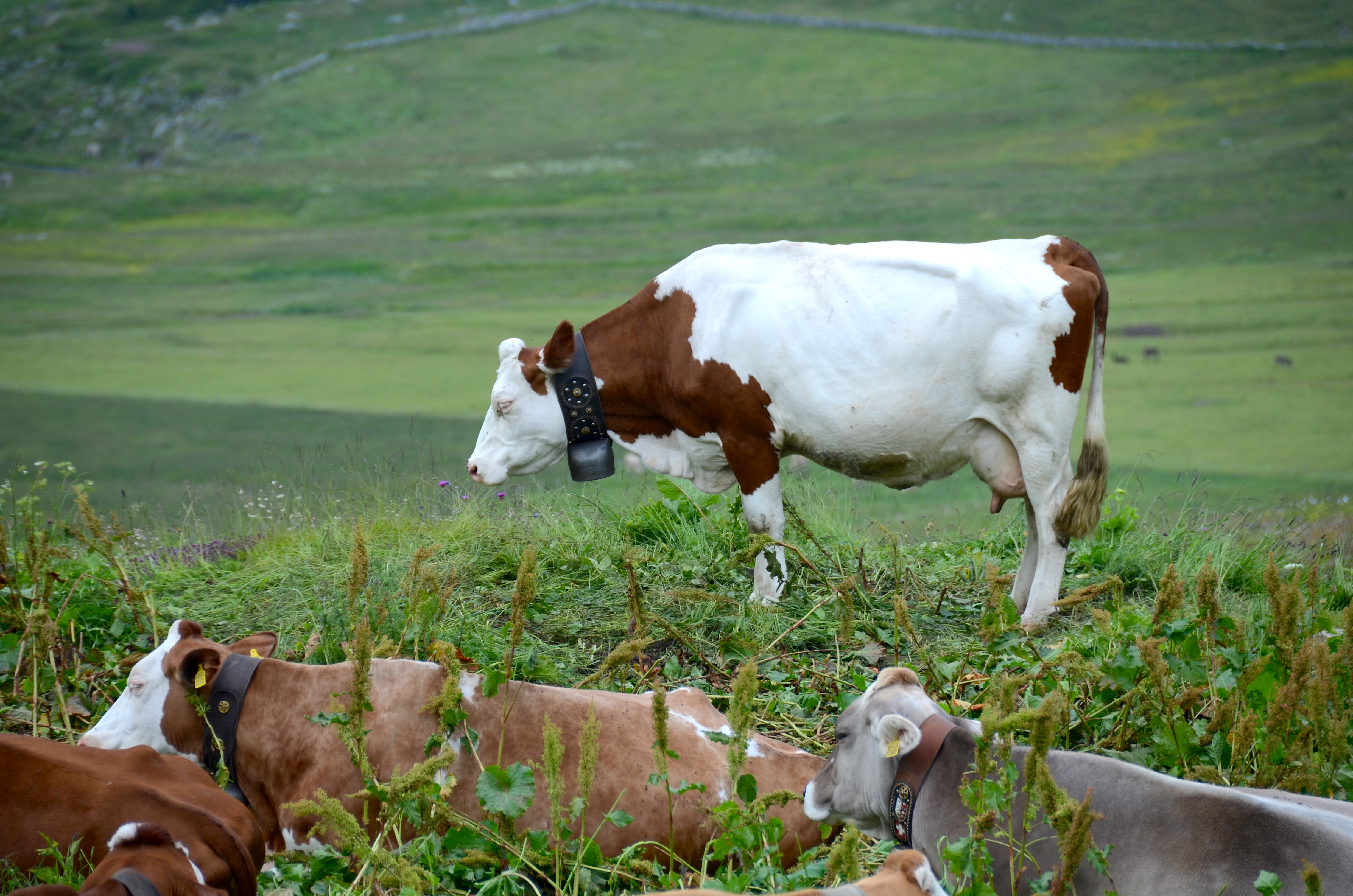
Sömmerung von Milchkühen am Simplonpass im Wallis

Viehbesatz (kurz Besatz) oder auch Bestoßung (kurz Bestoß) ist ein landwirtschaftlich-ökologisches Maß für die Anzahl von Nutztieren im Verhältnis zu der für diese Tiere genutzten Agrarfläche, auf der beispielsweise ihr Futter erzeugt wird.

## Zum Begriff
Der Viehbesatz kann sich auf Weiden und Almen beziehen, aber auch auf Wiesen und Äcker, sofern dort Futter für das Vieh geworben wird oder die Exkremente in Form von Kot und Harn oder Mist (Festmist) bzw. Gülle (Flüssigmist) ausgebracht werden. Der Viehbesatz wird angegeben üblicherweise in Vieheinheiten je Hektar (GV/ha), das entspricht vergleichend Lebendgewicht je Hektar je nach Tierart (kg/ha).
Der Viehbesatz ist der wichtigste Maßstab der Intensität in der Viehhaltung:
Bei ortsüblich-regionalem hohem Besatz spricht man von intensiver, bei niedrigem von extensiver Viehwirtschaft.
Umgekehrt ist der Besatz auch ein Maß für die Produktivität der Nutzfläche, je höher der Bodenertrag, desto höher kann der Besatz sein. Der Wert ist also insbesondere betriebsplanerisch relevant, er zeigt, wie viel Vieh ein landwirtschaftlicher Betrieb mit seiner Fläche ernähren kann, respektive, wie viel Futter zugekauft werden muss.
Damit ist der Wert auch ein ökologisch-landschaftsplanerisches Kriterium für Nachhaltigkeit: Die Belastung der Fläche durch weidende Tiere wird als Weidedruck bezeichnet. Zu hoher Viehbesatz in Bezug zum Ernteertrag (inklusive Selbstbeweidung) kann zur Überweidung oder Eutrophierung (Überdüngung) führen; zu niedriger zur Wiederbewaldung durch Unterweidung, und damit qualitativer Degradierung (aus Sicht auf die Leistung), respektive Renaturierung (aus Sicht der Ökologie).
Damit ist der Besatz der wichtigste Indikator der Nutzungsintensität der zur Verfügung stehenden Fläche eines landwirtschaftlichen Betriebes und Grundlage vieler Richtlinien der Agrarpolitik. In Forstwirtschaft und Naturschutz benötigt man die Kennzahl des Besatzes, um beispielsweise das Maß an Verbiss/Schäden an Forstkulturen oder natürlicher Flora abzuschätzen, die Nährstoffein- und -austräge und deren Bilanz zu quantifizieren und Nutzungsbeschränkungen festzulegen.

## Einheiten
Die Höhe des Viehaustriebs wurde traditionell in Mitteleuropa in Stößen angegeben. Diese Maßeinheit wurde mittlerweile von der Großvieheinheit abgelöst.

### Stoß
Der Stoß ist eine Vieheinheit des Viehbesatzes in den Alpen. Pro Alp/Alm ist festgelegt, mit wie viel Stoß (schweizerisch Stössen) sie beweidet (bestoßen) werden kann; eine Kuh entspricht einem Stoß, auf 3 Rinder kommen 2 Stöße, auf ein Kalb ¼ Stoß, auf ein Pferd von 1, 2 oder 3 Jahren kommen 1, 2 oder 3 Stöße, ein Schwein entspricht ¼, eine Ziege oder ein Schaf ⅕ Stoß.
In der Schweiz ist ein Normalstoß definiert als eine Großvieheinheit, die während 100 Tagen gesömmert wird. Für Kleinvieh gibt es entsprechende Umrechnungen. Je nach Güte der Alp/Alm liegt der volle Stoß zwischen 1/2 ha und 2 ha.
Man teilt den Stoß in Füße ein. Ein voller Stoß entspricht dem Bedarf einer Kuh, gleich vier Füßen. Rinder, Kälber usw. sind ein Bruchteil dessen, so z. B. ein einjähriges Rind zu zwei Fuß.

### Großvieheinheit

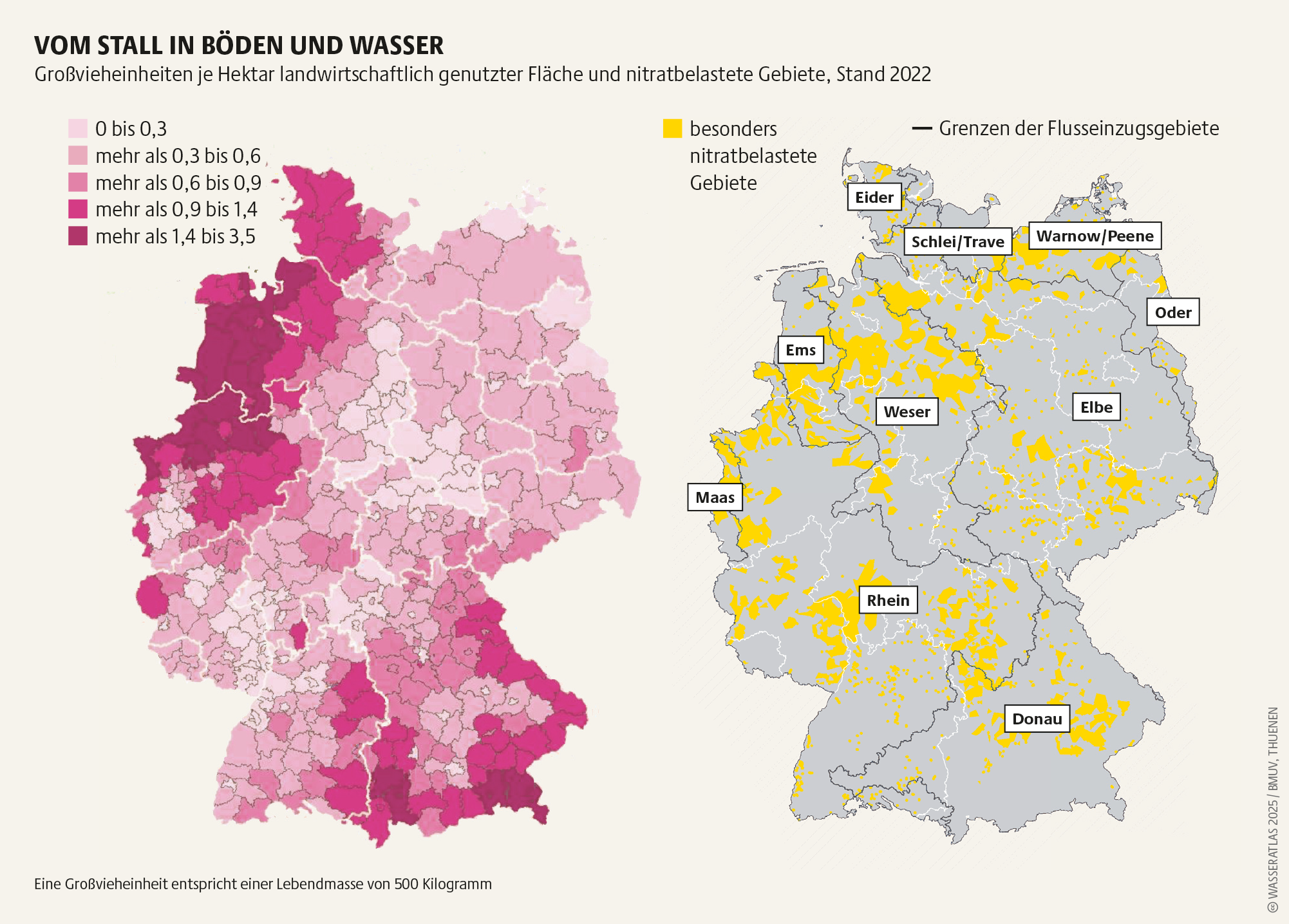
Zusammenhang zwischen Großvieheinheiten je Hektar landwirtschaftlich genutzter Fläche und nitratbelasteten Gebieten (Stand 2022)

Eine Großvieheinheit (GV oder GVE) dient als Umrechnungsschlüssel zum Vergleich verschiedener Nutztiere auf Basis ihres Lebendgewichtes. Eine Großvieheinheit entspricht dabei 500 Kilogramm (etwa so viel wiegt ein ausgewachsenes Rind). In der freien Natur umfasst sie keine wildlebenden Kleintiere wie Amphibien und Insekten, aber Wild (Forstwirtschaft und Jagd).
Beispiele sind:
- Mastrind = 0,4–1,2 GV
- Milchkuh = 0,85–1,2 GV
- Kalb: 0,1–0,3 GV
- Mastschwein = 0,13–0,15 GV
- Ferkel = 0,02–0,04 GV
- Masthähnchen = 0,0015–0,0024 GV
- Legehenne = 0,0034 GV
- Schaf = 0,1–0,22 GV
- Mastlamm = 0,06 GV
- Ziege = 0,08–0,16 GV
- Pferd = 0,7–1,1 GV
- Rotwild = 0,055–0,4 GV
- Damwild = 0,03–0,16 GV

Eine Präzisierung ist Raufutter verzehrende Großvieheinheit (RGV), sie korrigiert diesen Wert um die Ansprüche einer Tierart und das direkte naturnahe Nahrungsangebot (faserreiches Raufutter) ohne Kraftfutter.
Die tropische Vieheinheit (auf Englisch Tropical Livestock Unit, TLU) geht von 250 kg Lebendgewicht aus.

### Aquakultur und Jagdwesen
Analog aufgebaut sind:
- Fischbesatz bezeichnet im Fischereiwesen den Bestand an Fischen eines Gewässers
- Wildbesatz nennt das Jagdwesen den Wildbestand in einem Revier[5]

## Viehbesatz im Bezug der Wirtschaftsformen
| Land           | GV je 100 ha |
| -------------- | ------------ |
| Niederlande    | 382          |
| Belgien        | 319          |
| Dänemark       | 161          |
| Irland         | 158          |
| Luxemburg      | 137          |
| Großbritannien | 102          |
| EU             | 090          |
| Frankreich     | 084          |
| Österreich     | 082          |
| Deutschland    | 074 (2020)   |
| Italien        | 071          |
| Schweden       | 067          |
| Griechenland   | 065          |
| Portugal       | 061          |
| Finnland       | 061          |
| Spanien        | 044          |

### Intensive Landwirtschaft
Die Kennzahl GV wird für die Berechnung von Lagerkapazitäten (Futter, Gülle, Mist) benötigt. Laut EU-Recht müssen landwirtschaftliche Betriebe eine gewisse Fläche und gewisse Lagerkapazitäten vorhalten, um Mist, Jauche und Gülle als Dünger gleichmäßiger zu verteilen und nicht in den Herbst- und Wintermonaten ausbringen zu müssen (Gülleverordnung). Dies soll Überdüngung und die Auswaschung von Nährstoffen (N, P, K) verringern. Die Kennzahl GV kann auf die gesamte landwirtschaftlich genutzte Fläche (LF) umgelegt werden. In der konventionellen Landwirtschaft gilt ein Viehbesatz von 2,0 GV/ha LF bereits als extensiv oder durchschnittlich. Nach Aussage des Bundesinformationszentrums Landwirtschaft werden in manchen viehintensiven Regionen Nordwestdeutschlands über 3 GV/ha gehalten. Bezogen auf den Viehbesatz pro Futter-Anbaufläche kann der Viehbesatz je nach Betriebsstruktur auf 5 bis 10 GV/ha steigen.
Industrielle Betriebe, z. B. Schweinemästereien und Hühnerhalter, lagen in der Vergangenheit sogar noch darüber. Dies wurde inzwischen durch politische Instrumente unterbunden, da die Eutrophierung von Böden und Gewässern dramatische Ausmaße angenommen hatte. Dabei besteht die Gefahr, dass der Anbaufläche in Europa mit Gülle mehr Nährstoffe zugeführt, als ihr entzogen werden, denn diese Betriebe verfüttern mit eingekauftem „Kraftfutter“ nämlich auch Nährstoffe, die den Böden an anderen Orten, auch in anderen Kontinenten, entzogen werden.

### Viehbesatz in der extensiven Landwirtschaft
Legt man Maßstäbe der Ökologie und des Naturschutzes zu Grunde, darf man natürlich nur die Fläche berechnen, von der sich „eine Großvieheinheit“ tatsächlich ernährt, also die tatsächlich genutzte Futterfläche.
In der Almwirtschaft gilt als traditionelle Maßeinheit der Stoß, der Großvieheinheit auf Sömmerungsfläche umrechnet, mit dem Kuhrecht als Maßeinheit der Fläche (im Alpendurchschnitt etwas über 1 Hektar, schwankt extrem nach Höhenlage und Klima), sodass der Besatz im Allgemeinen deutlich unter 1 GV/ha liegt. Der Anteil der LF an der Gesamt-Alm/Alpfläche kann in einigen Regionen auch weit unter 10 % liegen.
In der biologisch-dynamischen Landwirtschaft und nach Grundsätzen der Anthroposophie wirtschaftenden Betrieben geht man dabei von einem maximalen Wert von 1 bis 1,5 (2,0) GV/ha aus, was je nach Betriebsstruktur 0,5 bis 0,8 GV/ha LF bedeuten kann.

### Forstwirtschaft, Naturschutz, Ökologie
Ein durchschnittlicher Grünlandstandort von 1 ha, mit 30 bis 50 Bodenpunkten (Maß der natürlichen Ertragsfähigkeit; → Reichsbodenschätzung) kann in etwa eine Kuh ein Jahr ernähren, ohne dass der Standort durch Nährstoffabtrag (Auswaschung und Entnahme für menschliche Nutzung) verarmt noch durch Nährstoffeinträge eutrophiert, nicht versauert und seine natürliche Ertragsfähigkeit erhalten bleibt. 1 GV/ha wird als natürlicher Richtwert in Mitteleuropa angenommen. Örtliche Standortfaktoren, zusammengefasst in der Grünlandzahl, wie Mikroklima, Wasserführung etc., können aber Korrekturen sowohl nach oben (meist bis zu 2 GV/ha) wie nach unten (bis zu 0,5 GV/ha oder weniger auf extremen Standorten) notwendig machen.
Der Viehbesatz von 1 GV/ha bedeutet aber auch, dass der Verbrauch der Herbivoren so stark ist, dass keine Bewaldung mehr möglich ist. In Verbindung mit verschiedenen ökologischen Theorien, z. B. der Megaherbivorenhypothese und der Mosaik-Zyklus-Theorie, kann man davon ausgehen, dass ein Besatz ab 0,3 GV/ha an Wildtieren (je nach Artzusammensetzung) eine vollständige dichte Bewaldung verhindert; dies ist zumindest ein „Alarmwert“ der Forstwirtschaft.